# Козеницкий повет
Козеницкий повят (пол. Powiat kozienicki) — повят (район) в Польше, входит как административная единица в Мазовецкое воеводство. Центр повята — город Козенице. Занимает площадь 916,96 км². Население — 62 100 человек (на 2013 год).

## Административное деление
- города: Козенице
- городско-сельские гмины: Гмина Козенице
- сельские гмины: Гмина Гарбатка-Летниско, Гмина Гловачув, Гмина Гневошув, Гмина Грабув-над-Пилицей, Гмина Магнушев, Гмина Сецехув

## Демография
Население повята дано на 2013 год.
| Перепись            | Всего | Мужчины | Женщины |
| ------------------- | ----- | ------- | ------- |
| Всего               | 62100 | 30849   | 31251   |
| Городское население | 18277 | 8808    | 9469    |
| Сельское население  | 43823 | 22041   | 21782   |